# Uwe Zorn
Uwe Zorn (* 30. November 1961) ist ein ehemaliger deutscher Fußballspieler. In der höchsten Spielklasse des DDR-Fußballs, der Oberliga, spielte er für den Halleschen FC Chemie.

## Sportliche Laufbahn
Seit 1972 der Jugendabteilung des Halleschen FC Chemie angehörend und später in die Nachwuchsoberligaelf aufrückend, lief der Stürmer in zwei Spielzeiten Anfang der 1980er-Jahre für die 1. Mannschaft des Fußballclubs aus der Saalestadt in der DDR-Elitespielklasse auf. 1981/82 absolvierte er neun Spiele ohne Treffer. Sein Debüt gab der 1,78 Meter große Angreifer am 10. Spieltag dabei gut zwei Wochen vor seinem 20. Geburtstag bei der 0:1-Auswärtsniederlage gegen die SG Dynamo Dresden. In der 57. Minute wurde er von Peter Kohl im HFC-Sturm für Gerald Wagner eingewechselt. Im folgenden Spieljahr kam er zu acht weiteren Oberligaeinsätzen, die auch seine letzten in der Beletage des ostdeutschen Fußballsports waren.
Im Herbst 1984 wechselte der gelernte Elektromonteur von den inzwischen in die Liga abgestiegenen Hallensern zur BSG Chemie Buna Schkopau, die 1984/1985 ebenfalls in der Zweitklassigkeit antrat, aber einer anderen Staffel angehörte. Im Sommer 1990 gaben die Schkopauer, auf Rang 14 der B-Staffel in der Wendesaison in der Liga eingekommen, ihre Lizenz zurück. Im Zuge der Etablierung eines gesamtdeutschen Ligafußballs nach Mauerfall und Wiedervereinigung qualifizierte sich das zu Beginn der 1990er-Jahre in SV Merseburg 99 umgewandelte Team als Meister der Landesliga Sachsen-Anhalt 1990/91 für die Premierensaison der Amateur-Oberliga im NOFV-Bereich. In 32 Partien der Südstaffel erzielte der Stürmer acht Treffer, die die Merseburger aber nicht vor dem Abstieg bewahren konnten.
Im Sommer 1992 ging es für Zorn zurück zum HFC. In zwei Spielzeiten gelangen ihm acht Tore in 54 Spielen für die Hallenser in der Drittklassigkeit. In seine erste Saison nach der Rückkehr zum HFC fällt auch sein einziger Auftritt im gesamtdeutschen Vereinspokal. Beim Erstrundenaus gegen Borussia Dortmund erzielte der frühere Erstligaspieler bei der 1:4-Heimniederlage den HFC-Ehrentreffer. Sein Spieljahr mit den meisten Einsätzen (vier) im ostdeutschen FDGB-Pokalwettbewerb war die Wendespielzeit 1989/90, als der Zweitligist Chemie Buna Schkopau erst im Viertelfinale gegen den 1. FC Lokomotive Leipzig (0:1) die Segel streichen musste. Bei der finalen Austragung des gegen Ende als NOFV-Pokal firmierenden Wettstreits erreichte der Drittligist aus Merseburg 1990/91 immerhin das Achtelfinale, wozu Uwe Zorn mit drei Einsätzen beitrug.